# Naučná stezka po památkách obce Skalice u České Lípy

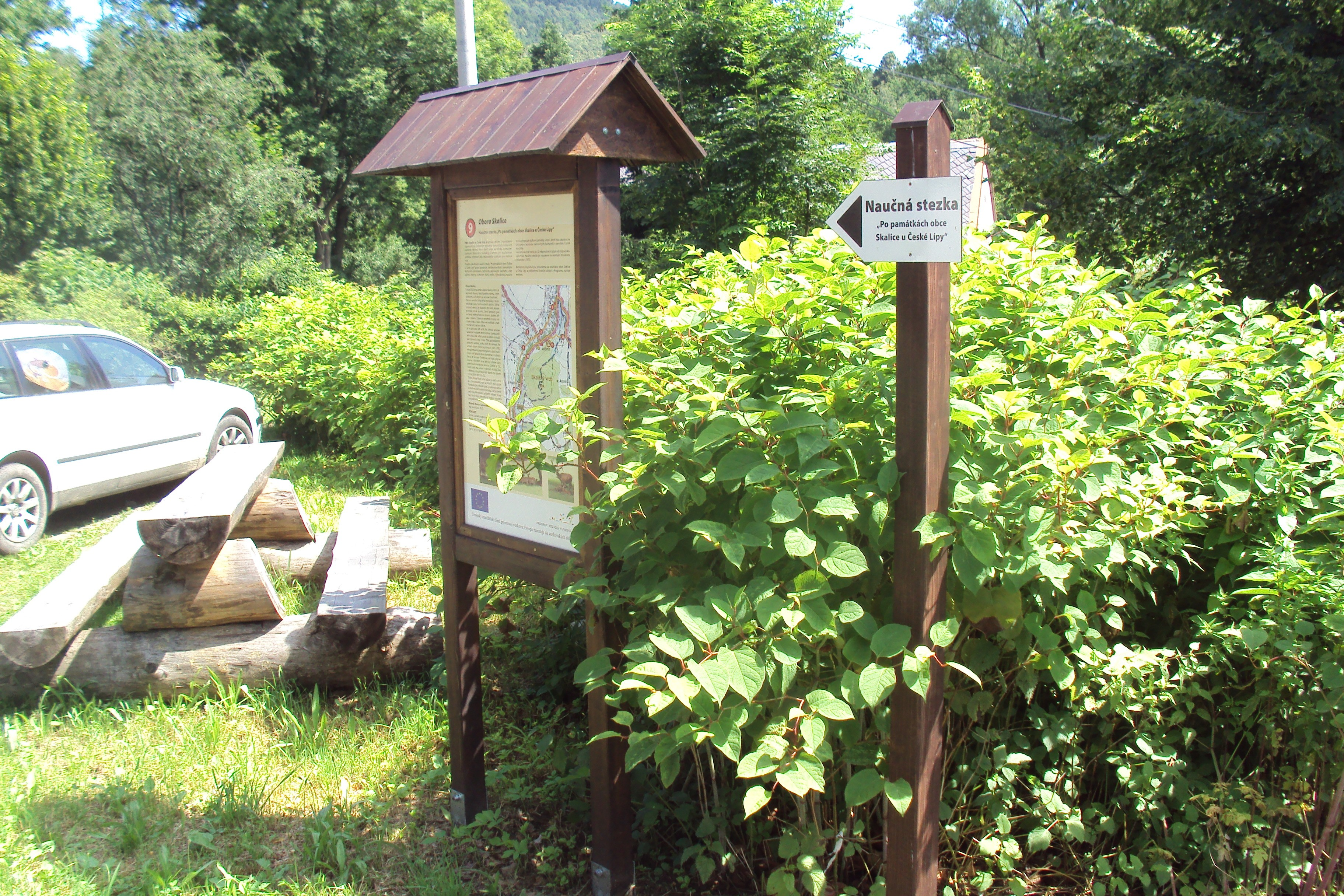
Naučná stezka Skalice, panel s informacemi o oboře

Naučná stezka po památkách obce Skalice u České Lípy je vedena touto obcí a jejím okolím. Má 12 zastavení a spojuje zajímavá místa jak obce, tak obou přilehlých kopců.

## Základní údaje
Obec Skalice u České Lípy je navzdory svému jménu sousedem města Nový Bor. Je zde celá řada kulturních památek i přírodních zajímavých lokalit včetně dominantního Skalického kopce přilehlého k obci i nedalekého Chotovického. Vedení obce ve snaze zvýšit její přitažlivost nechalo vybudovat naučnou stezku, která nabízí turistům hlavní zajímavé lokality Skalice. Stezka ve tvaru klikatící se osmičky je propojena turistickým značením s rozcestníky, u některých zajímavých míst byly instalovány očíslované informační tabule. Stezka zasahuje až na okraj města Nový Bor, k tamnímu koupališti. Část stezky je napojena na cyklotrasy 3062 a 3054. Obcí projíždí vlaky a autobusy a jsou zde i jejich zastávky. 
Pro realizaci obec získala podporu z fondů Evropské unie, konkrétně to byl Program rozvoje venkova z Evropského zemědělského fondu pro podporu venkova.

## Výčet některých zastavení na trase
- 1. Kostel sv. Anny, sousoší sv. Jana Nepomuckého a fara. Všechny tři objekty z 18. století jsou kulturním památkami.
- 2. Boží muka a reliéfy v nikách. Kamenný sloup je kulturní památkou.
- 3. Nádraží Českých drah Skalice u České Lípy na trati 080.
- 4. Kaplička
- 5. Skalický křížek
- 6. Kaplička na jižním konci obce, uvedena v seznamu kulturních památek
- 7. Malý železniční viadukt, trať 080
- 8. Velký železniční viadukt, trať 080
- 9. Obora Skalice, výměra 10 ha, s jeleny a daňky
- 10. Skalice u České Lípy (historie obce)
- 11. Skalický vrch a jeskyně. Jeskyně s netopýry je uzavřenou chráněnou přírodní památkou.
- 12. Venkovská usedlost a výhled na Skalici u České Lípy. Objekt s čp. 284 je kulturní památkou.

## Fotogalerie panelů

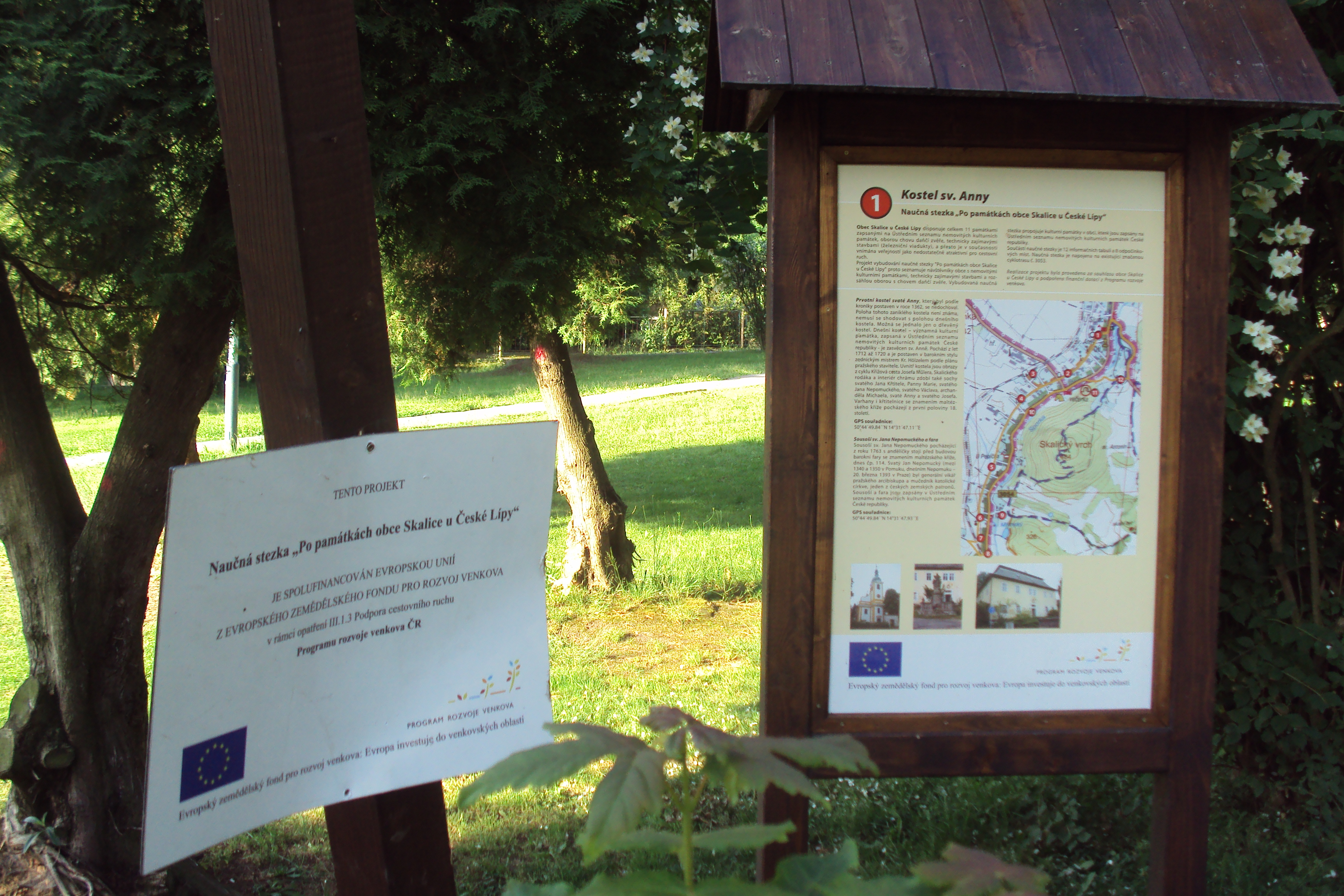
Zastavení č. 1
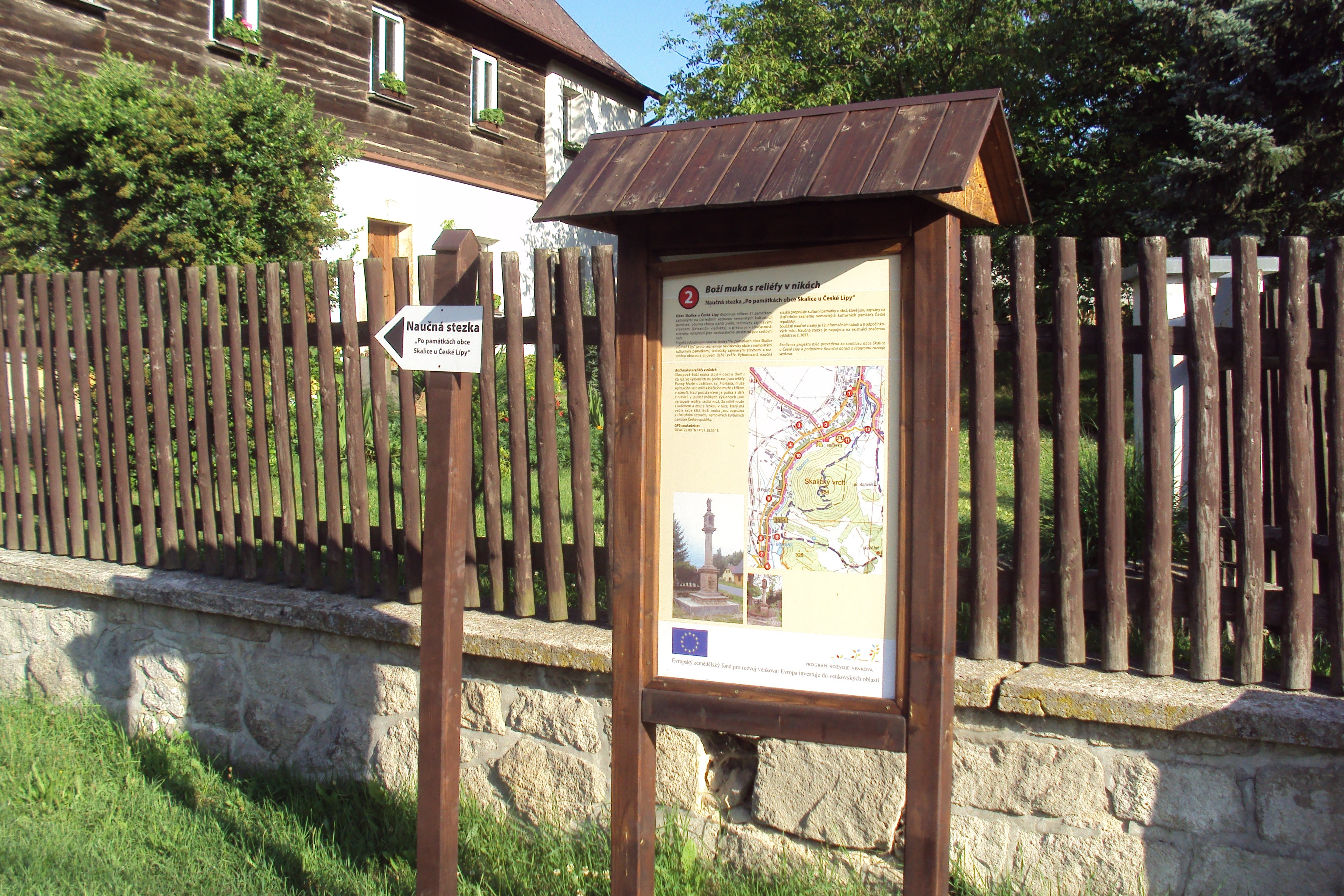
Zastavení č. 2
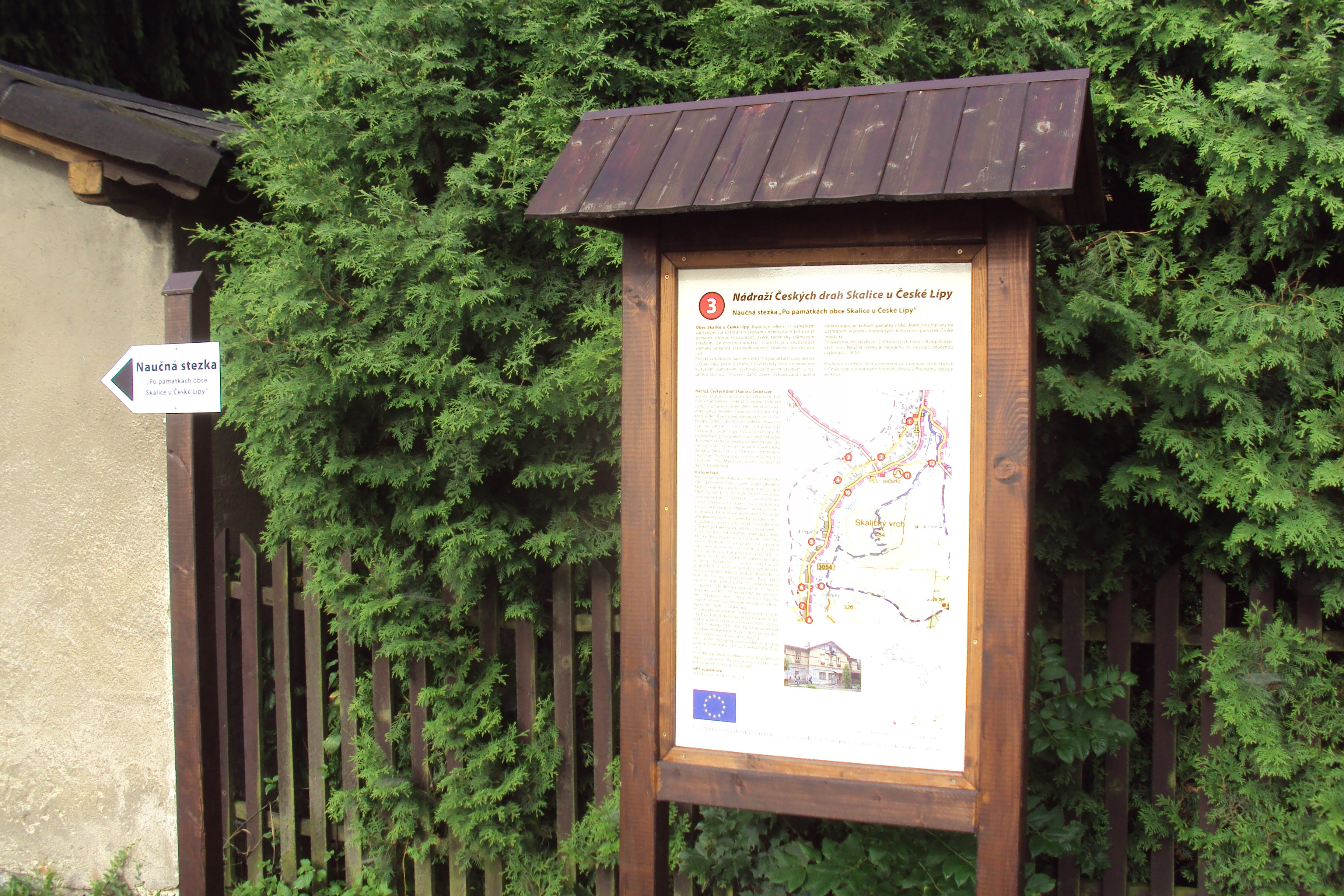
Zastavení č. 3
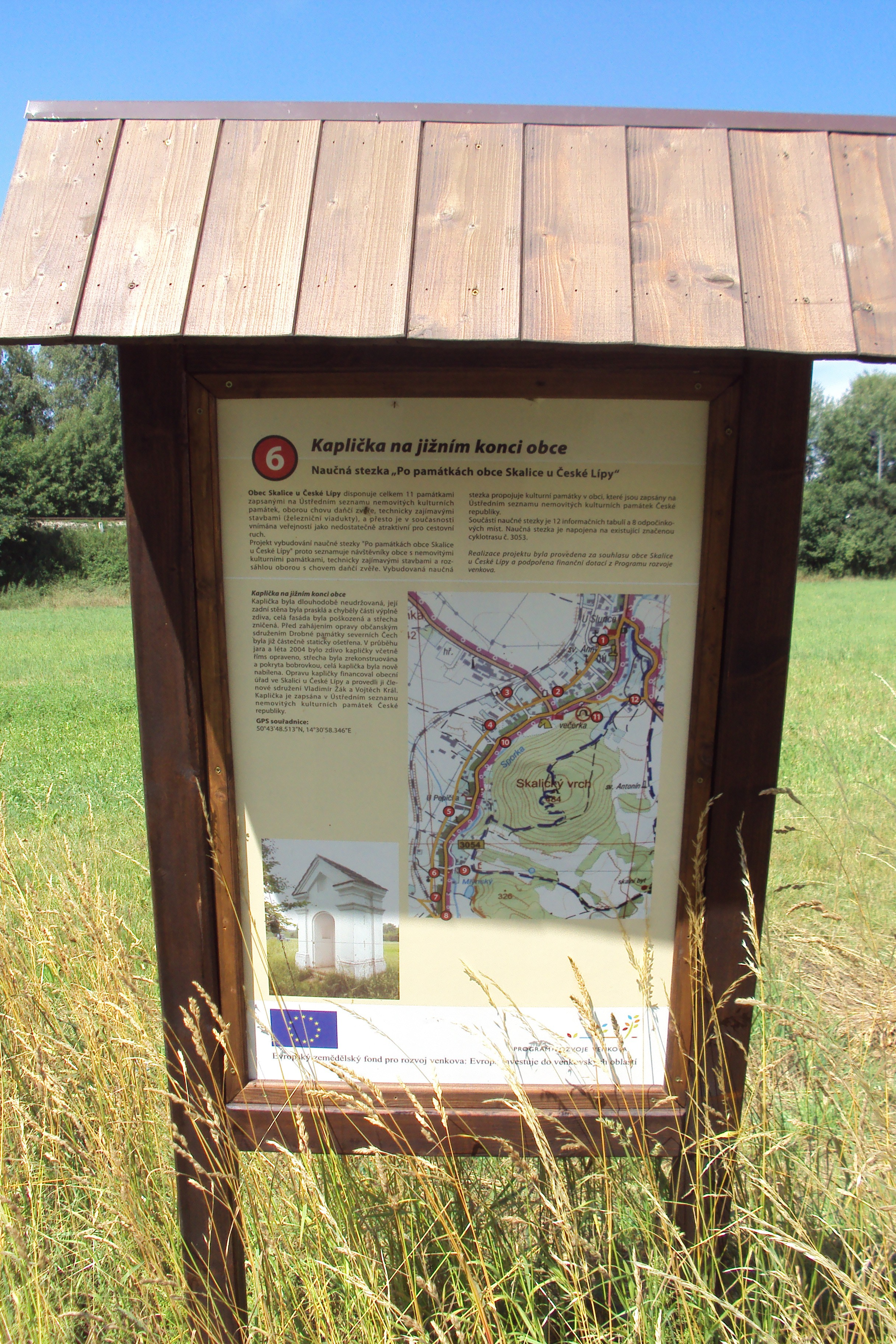
Zastavení č. 6
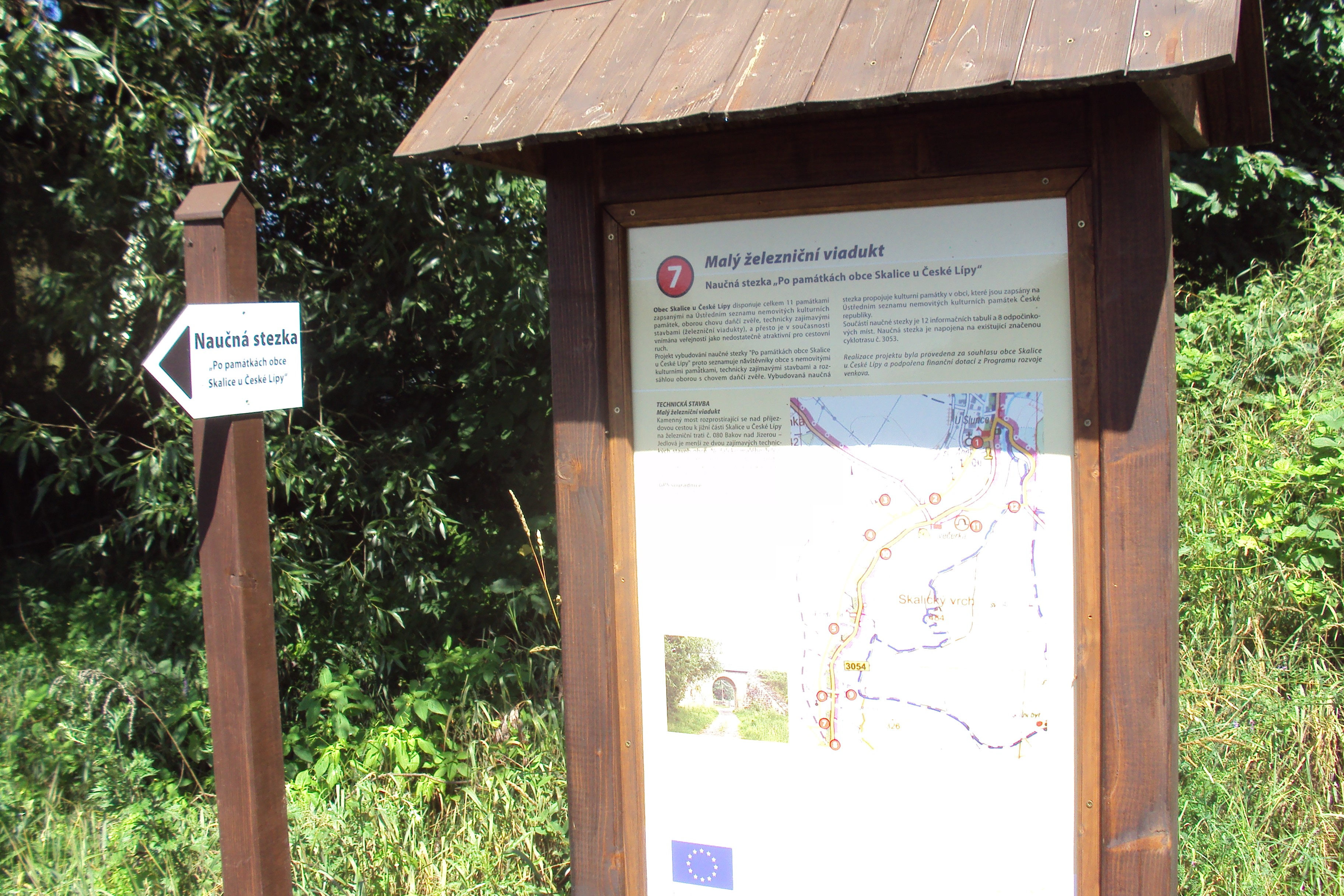
Zastavení č. 7
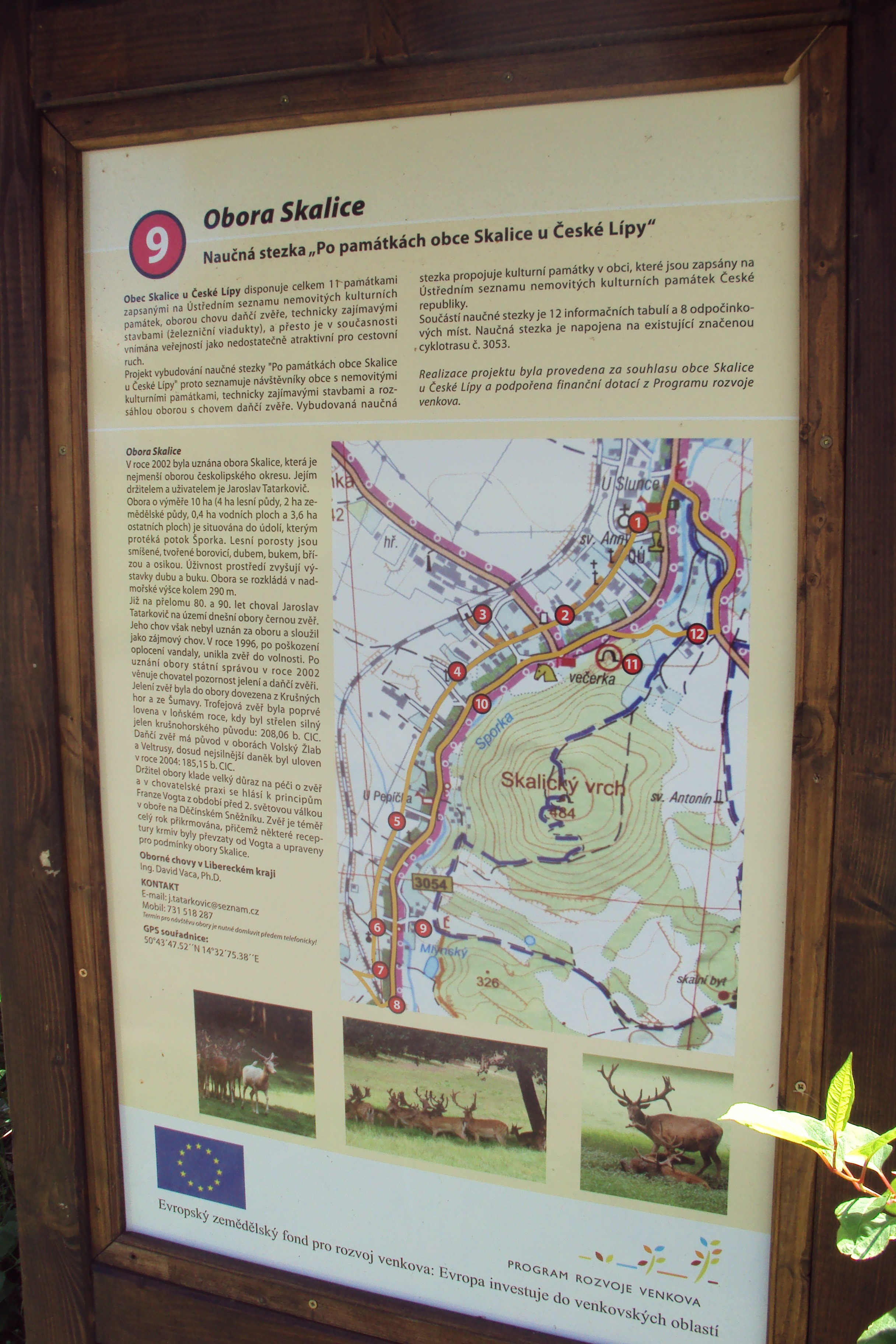
Zastavení č. 9
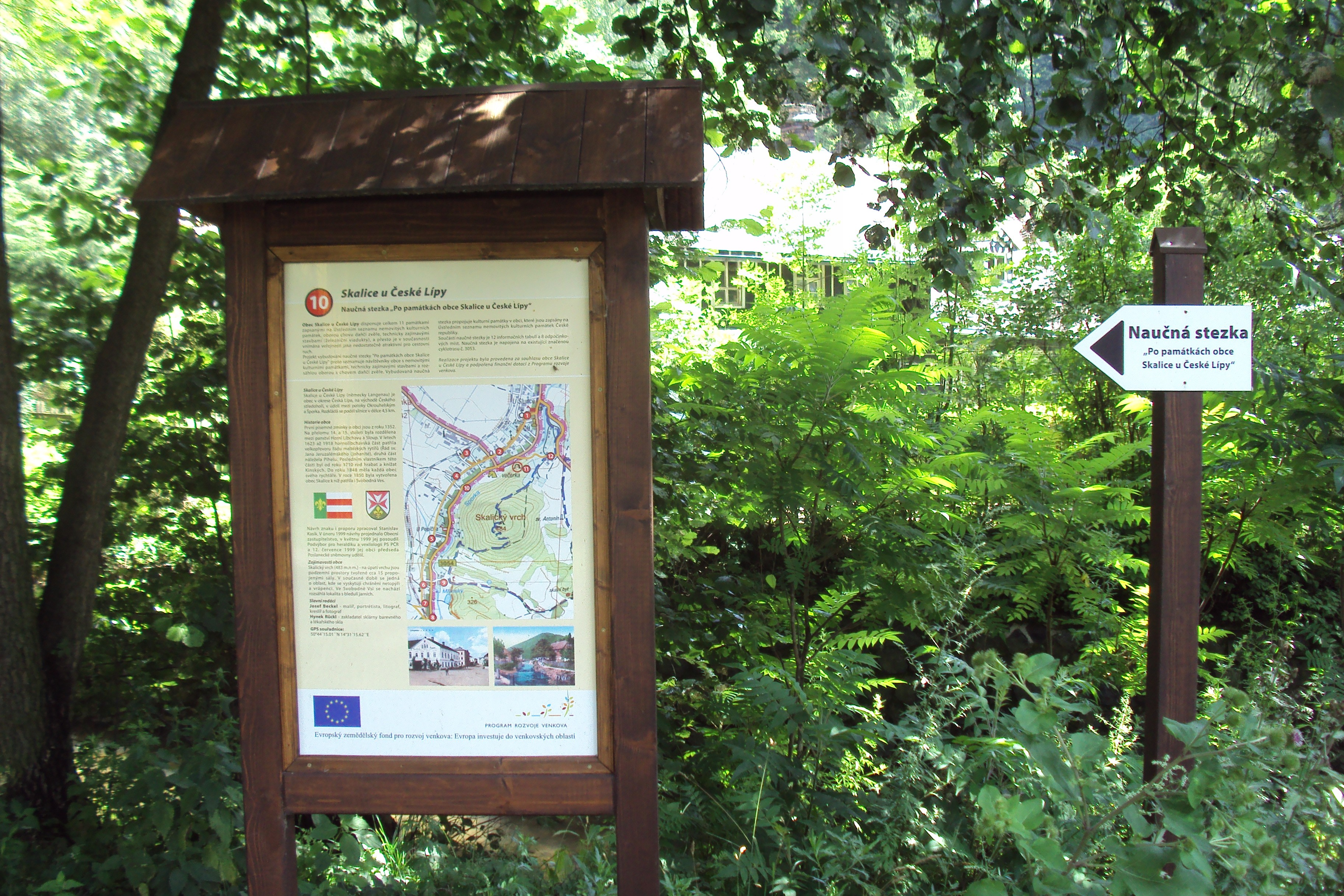
Zastavení č. 10
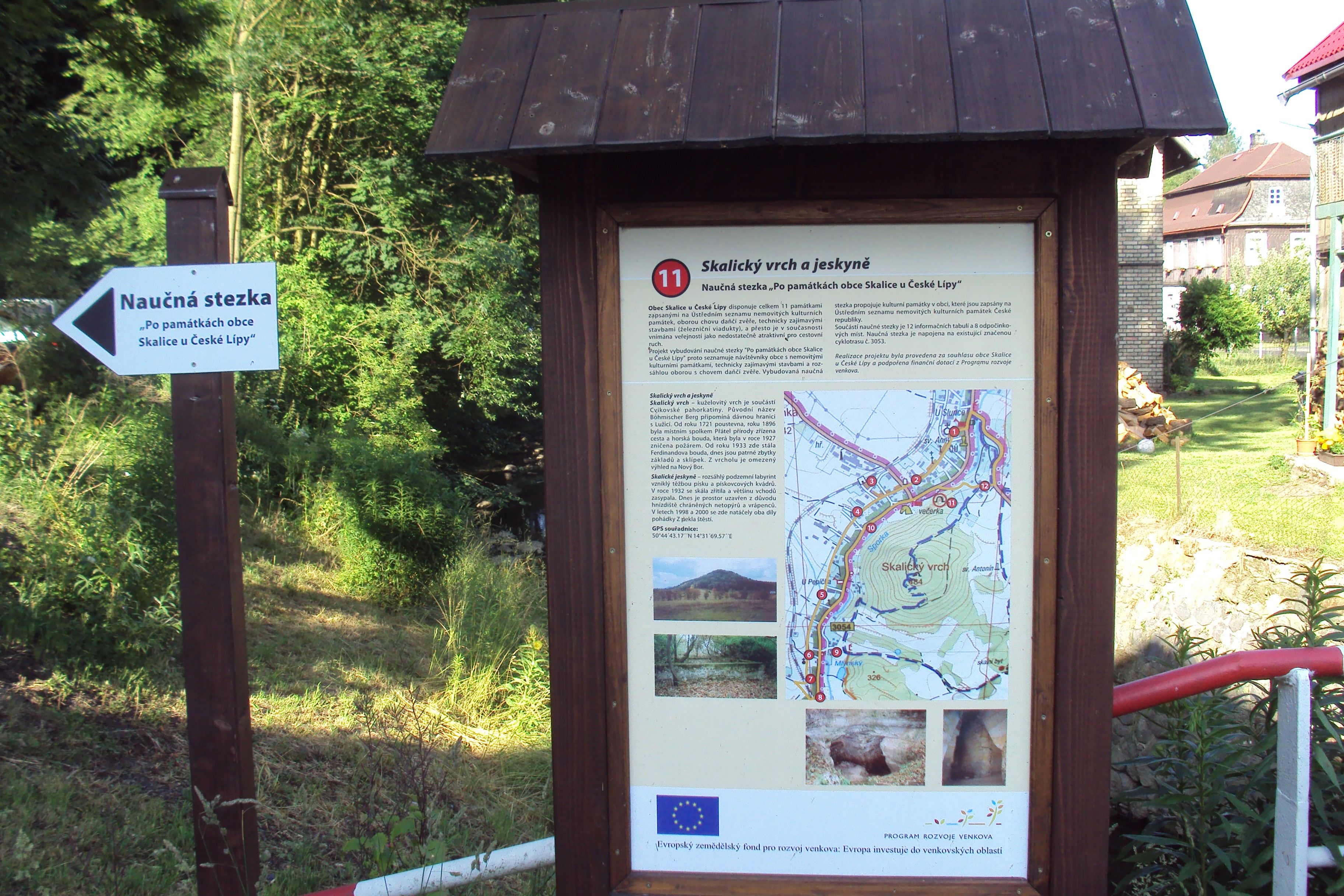
Zastavení č. 11
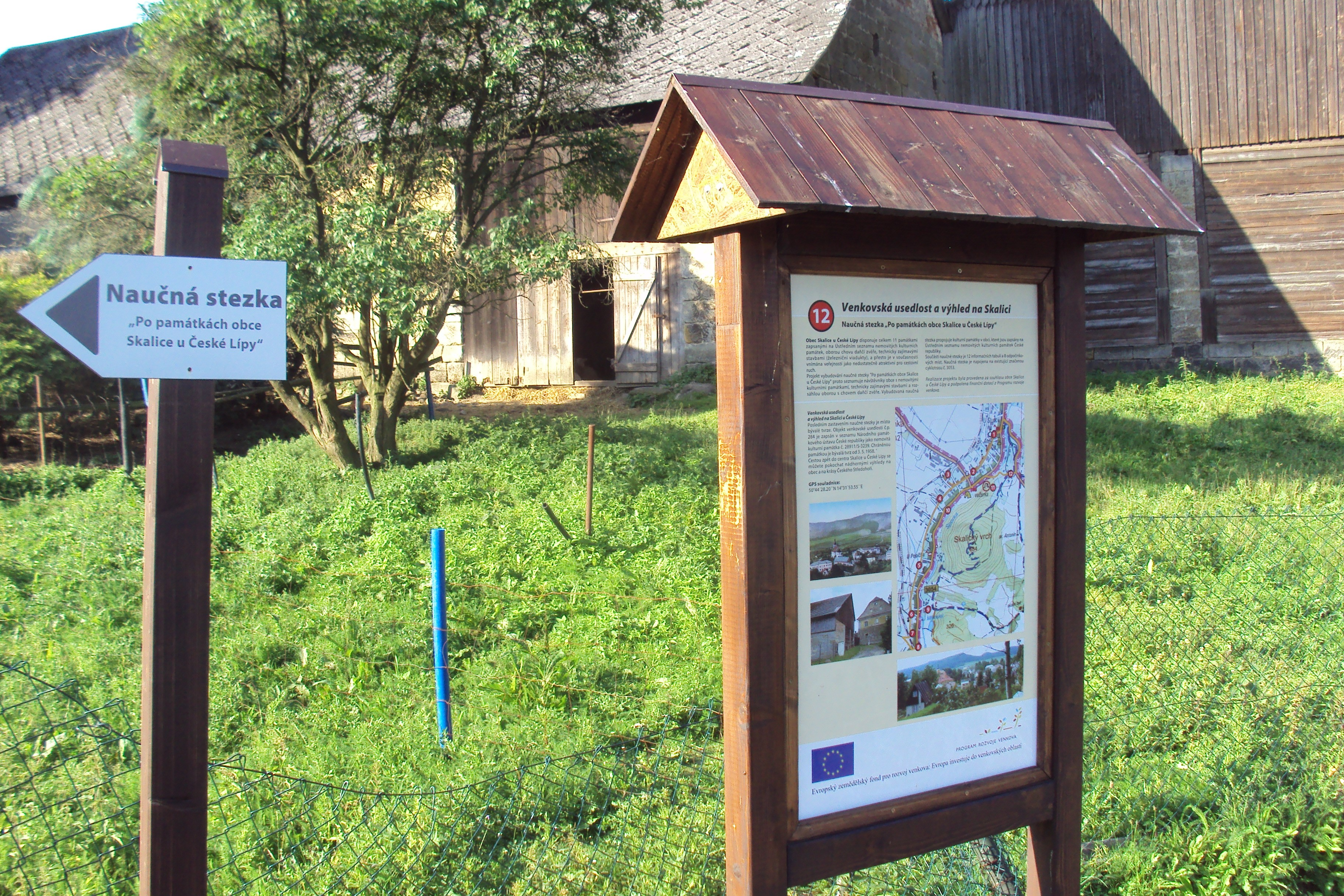
Zastavení č. 12